# Martin Burcharth
Martin Burcharth (født 1955) er en dansk journalist og forfatter. Han har siden 1996 været Dagbladet Informations korrespondent i USA med bopæl i universitetsbyen Cambridge i Massachusetts.

## Uddannelse
Martin Burcharth læste historie og polsk på Københavns Universitet (1975-1981). I 1982-1984 læste han journalistik på New York University.

## Tidlig karriere
Arbejdet som journalist startede i Italien under et studieophold i 1977-1978, hvor landet oplevede voldsomme politiske ændringer (De Røde Brigaders kidnapning og mord af Aldo Moro, Antonio Negris autonome arbejdsbevægelse kæmpende på Norditaliens gader og valget af en polsk pave).
Besøg i Tjekkoslovakiet og Polen i slutningen af 1970'erne skærpede interessen for livet på den anden side af Jerntæppet, især for dissidentgrupper som Charta 77 og KOR, om hvilke Martin Burcharth skrev udførligt i forskellige danske aviser. I 1980 bosatte han sig i Warszawa som Informations korrespondent, hvor han i 1981 blev gift med den polske kunsthistoriker Ewa Lajer. Parret forlod Polen nogle måneder efter general Wojciech Jaruzelski indførelse af krigsretstilstand og undertrykkelse af Solidaritetsbevægelsen 13. december 1981. Efter et halvt år i Danmark rejste de til New York på studieophold. I 1980'erne var han på adskillige reportagerejser rundt i USA og i Mellemamerika, bl.a. Honduras og Nicaragua.

## Udenlandske publikationer
Martin Burcharth skrev i en periode jævnligt for udenlandske aviser – herunder Il Manifesto og die Tageszeitung. Han har fået optaget enkelte artikler i Der Spiegel, Le Nouvel Observateur, The Nation Magazine og Correspondence (Council of Foreign Affairs).
I februar 2006 offentliggjorde han en kontroversiel kronik i The New York Times om Muhammed-tegningerne, som udløste skarp kritik fra daværende undervisningsminister Bertel Haarder i en artikel i Jyllands-Posten.

## Familie
Martin Burcharths kone , er professor i kunsthistorie ved Harvard University i Boston. De adopterede i 2001 en datter , født i 2000 i Hunan-provinsen i Kina. Udover engelsk taler han flydende italiensk, fransk, tysk og polsk samt brugbart spansk.

## Udlandsophold
- 1974-75: Udvekslingsstudent via Rotary International i på South Dakota State University i USA.
- 1975: Ophold og rejse i Nigeria i tre måneder.
- 1977: En måned i Prag under udgivelsen af Charta 77.
- 1977-78: Et års studieophold i Firenze, hvor han begyndte at skrive for Information.
- 1980-81: Korrespondent i Polen for Information og senere Weekendavisen og DR.
- 1982-84: Studier i journalistik på New York University.
- 1985-87: Freelancekorrespondent for Det Frie Aktuelt fra New York.
- 1987-89: Freelancekorrespondent for Berlingske Tidende fra New York.
- 1990-94: Rom-korrespondent for Dagbladet Børsen.
- 1994-95: Italiens-korrespondent for Information.
- 1996-09: USA-korrespondent Information.
- 2009-10: Orlov Wissenschaftskolleg i Berlin, Tyskland.
- 2010- : USA-korrespondent Information.

## Bøger
- Mafiaen – økonomisk kriminalitet over grænser [4] (1993)
- Berlusconi – Tv-kongen der ville frelse Italien (1995)
- Italien i krise (1996)
- Kometen – Historien om Obamas triumf [5] (2009)